# Gelosia (Munch)
Gelosia (in norvegese Sjalusi) è un dipinto del pittore norvegese Edvard Munch. Munch dipinse questa immagine per tutta la sua vita: completò non meno di 11 versioni di Gelosia. Il primo dipinto fu eseguito nel 1895 e l'ultimo negli anni 1930. Creò anche quattro versioni litografiche e una puntasecca di Gelosia.
Il dipinto venne realizzato durante il periodo europeo e si basa sullo stile dell'espressionismo. Il dipinto a olio su tela del 1895, forse la versione più famosa, è ora conservato presso la Collezione Rasmus Meyer, a Bergen e misura 67 per 100 centimetri. Inoltre, otto versioni dipinte sono al Museo Munch di Oslo e una versione allo Städel Museum di Francoforte sul Meno (in prestito da una collezione privata). Un'altra versione, eseguita tra il 1898 e il 1900, si chiama Gelosia nel bagno e fu venduta da Sotheby's nel 1982, ma non è noto dove si trovi.

## Galleria d'immagini

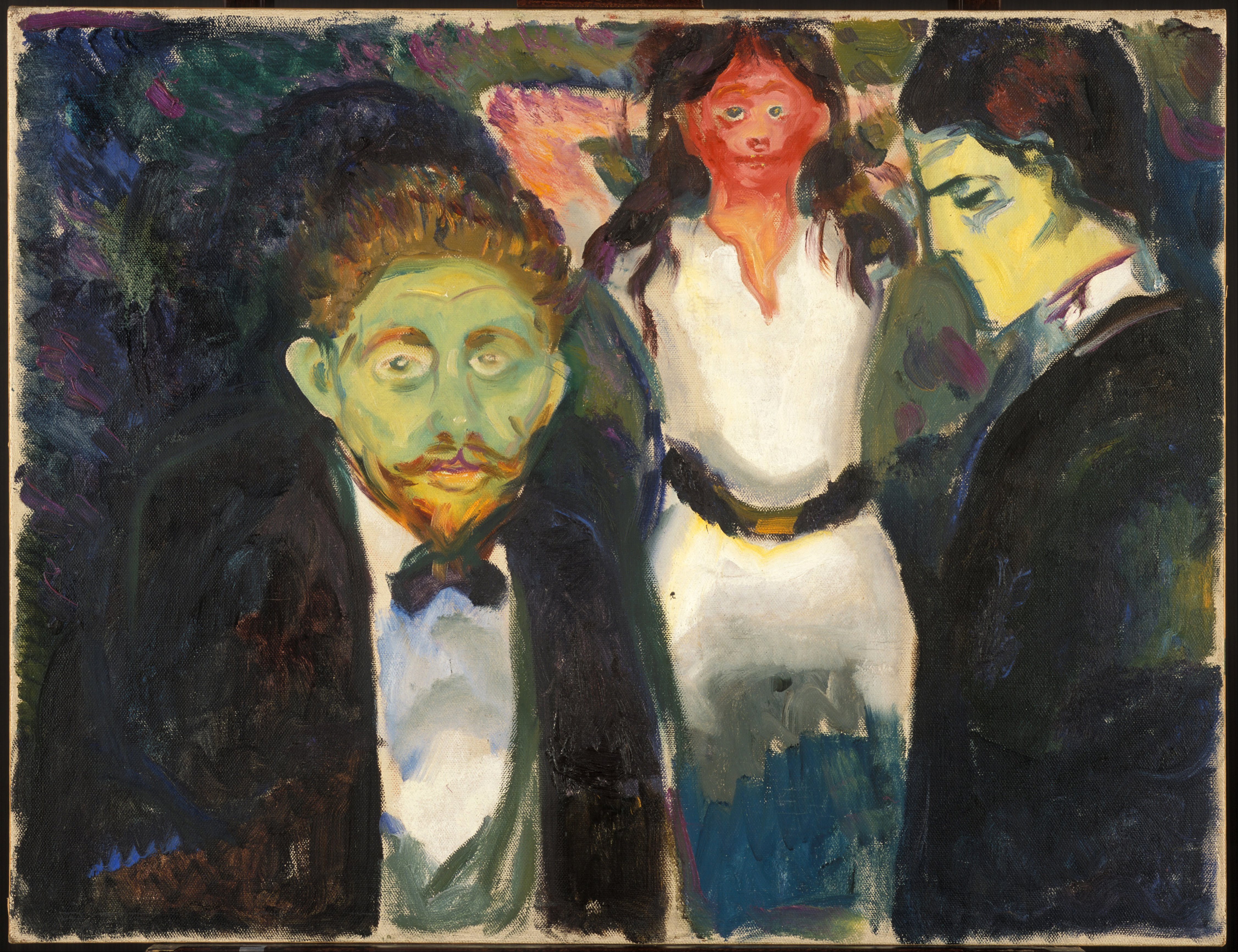
Il Museo Munch custodisce questa versione, forse dipinta nel 1907.
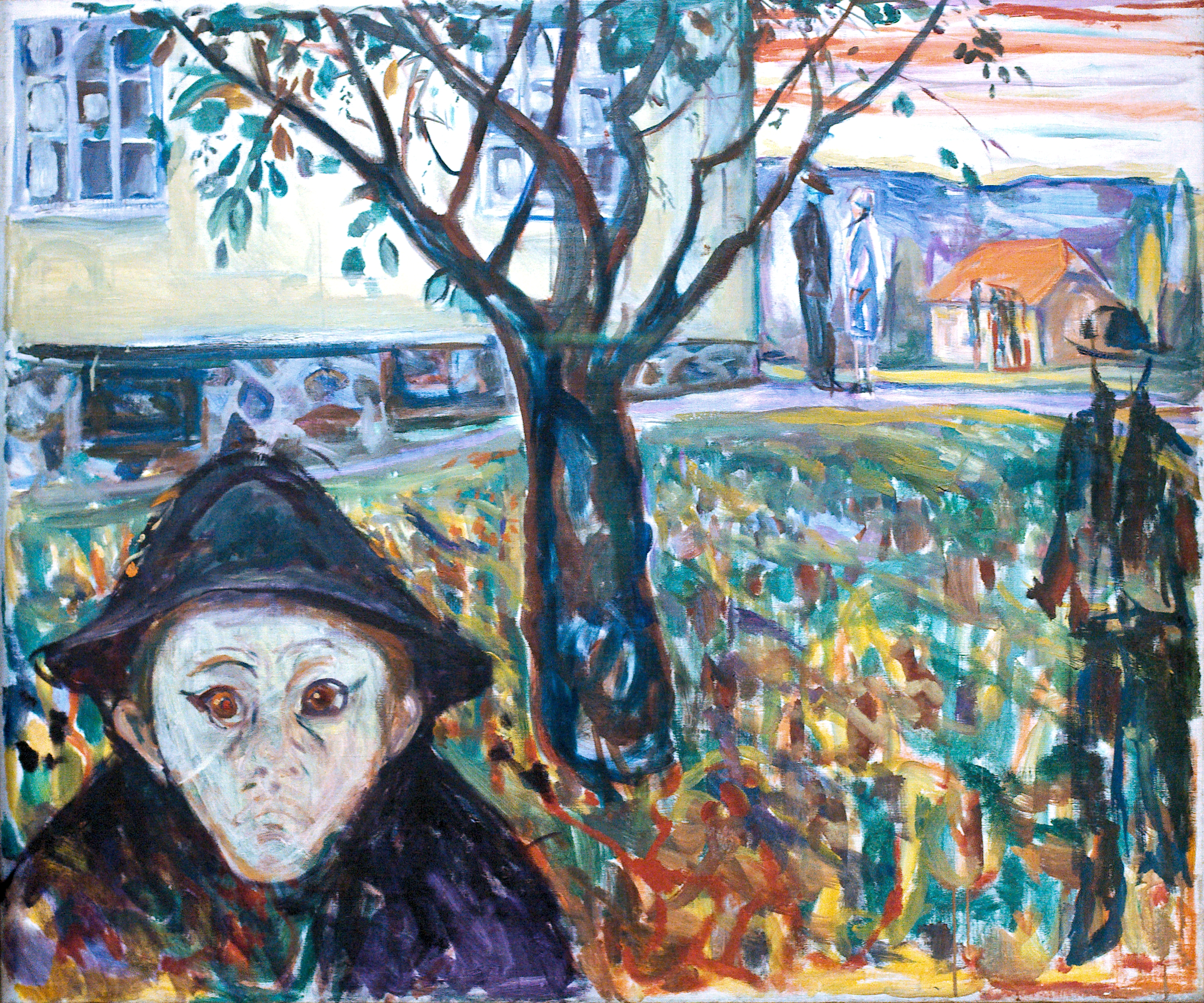
Questa versione, che si trova al Museo Munch, si chiama Gelosia nel giardino e molto probabilmente fu completata tra il 1929 e il 1930.
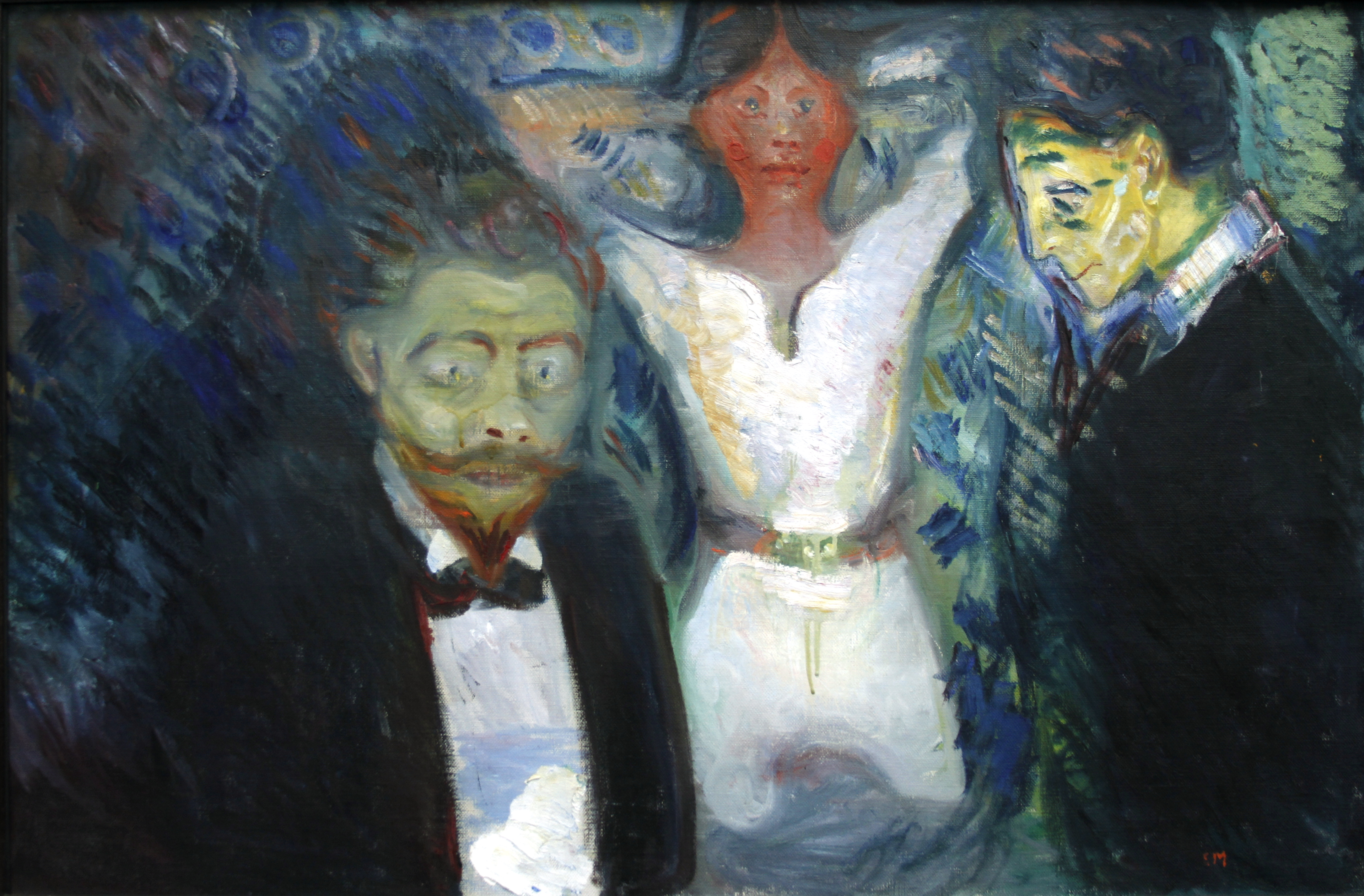
Questa versione è di proprietà privata ed è in prestito allo Städel Museum, Francoforte sul Meno, Germania